# Knäred
Knäred è un villaggio nel comune di Laholm nella regione svedese del Halland, si trova circa a 20 km dal centro del comune Laholms.

## La Parrocchiale
La chiesa di Knäred fu costruita nel 1854 e conserva le campane ed il crocefisso dell'antica chiesa medievale che si trovava nello stesso sito.

## Storia
La località è famosa per la firma del trattato, al quale dà il nome, firmato nel gennaio 1613 che mise fine alla guerra di Kalmar tra la Svezia e la Danimarca. Nella località vicina chiamata Sjöared si trova un monumento commemorativo del trattato.

## Geografia fisica
Nei pressi di Knäred si trova il fiume Lagan che forma diverse cascate, anche di grandi dimensioni, dalle quali viene ricavata energia idroelettrica.